# Зближені пласти
Зближені пласти (рос. сближенные пласты, англ. close, con-verging seams; нім. beieinanderliegende Flöze n pl, benach-barte Flöze n pl, naheliegende Flöze n pl) – пласти, що розміщені на невеликій відстані один від одного, так що для раціональної розробки потрібно врахувати їх спільне залягання.
З.п. поділяються на категорії: непідроблювані, підроблювані і взаємно підроблювані (в останні входять тільки крутонахилені і круті пласти). До зближених непідроблюваних належать: пологі і похилі пласти, якщо потужність міжпластового прошарку перевищує 3-6 потужностей нижнього пласта; крутопохилі і круті пласти, для яких дотримується співвідношення Мк>hк, Мп>hп (де Мк і Мп - потужності прошарків між центральним і відповідно верх. і ниж. пластами, hк - макс. відстань від пласта до зони обвалення порід в покрівлі); при неможливості визначення hк, воно приймається рівним не менше 6 потужностям ниж. пласта при падінні до 55о і не менше 3 потужностей при - понад 55о; hп - макс. відстань від пласта до зони сповзання ґрунту, яка встановлюється експериментально або приймається рівною 4-6 м відповідно при падінні пласта 55-75о. Ці пласти підробляються послідовно в низхідному і висхідному порядку.
До зближених підроблюваних пластів відносять: пологі і похилі пласти при потужності прошарків між ними меншій 6 потужностей пласта, виїмка якого може викликати ефект підробки; крутопохилі пласти при Мк<hк,Мп>hп. Подібні пласти відпрацьовують послідовно або одночасно тільки в низхідному порядку.
До зближених взаємно підроблюваних відносять: круті і крутопохилі пласти при Мк<hк і Мп<hп. Такі пласти відпрацьовують тільки спільно однаковими системами розробки з випередженням очисних вибоїв по одному (верхньому) з пластів.